# Echinopsis pampana
Echinopsis pampana — вид кактусов из рода Эхинопсис.

## Описание
Стебель шаровидный или приплюснуто-шаровидный, тёмно-синевато-зелёный, с 25-30 бугорчатыми рёбрами.
Колючек 9, они до 5 см длиной, буро-красно-чёрные, с возрастом сереющие.
Цветки до 8 см длиной, розово-фиолетовые, красные, оранжевые и жёлтые.

## Распространение
Эндемик перуанских провинций Арекипа и Мокегуа.

## Синонимы
- Lobivia pampana
- Echinopsis mistiensis
- Lobivia mistiensis
- Lobivia aureosenilis
- Lobivia glaucescens